# Murum-Talsperre
Die Murum-Talsperre ist eine RCC-Gewichtsstaumauer in Sarawak, dem malaysischen Teil der Insel Borneo. Das dazugehörige Kraftwerk besitzt 4 Francis-Turbinen mit je 236 MW Leistung.
Der Bau begann 2008, im Juli 2013 wurde mit dem Stauen begonnen. Die Generatoren wurden von Ende 2014 bis Juni 2015 installiert.